# Aplocheilus dayi
Panarravi panchax de Ceilán es la especie Aplocheilus dayi, un pez de agua dulce de la familia de los aplocheílidos, en el orden de los ciprinodontiformes.

## Morfología
Los machos pueden alcanzar los 9 cm de longitud total.

## Distribución geográfica
Se encuentran en Asia: Sri Lanka. También se encuentran en la India y en Malasia.